# Шаган (приток на Иртиш)
Шаган (Чаган) (на казахски: Шаған; на руски: Шаган, Чаган) е река в Казахстан (Източноказахстанска област), ляв приток на Иртиш. Дължина 295 km. Площ на водосборния басейн 25 400 km².
Река Шаган води началото си от северозападната част на масива Чингизтау (част от Казахската хълмиста земя, на 915 m н.в. По цялото си протежение тече предимно в северна посока през полупустинни райони, през североизточната част на Казахската хълмиста земя. Влива се отляво в река Иртиш, на 160 m н.в., на 1 km североизточно от селещето от градски тип Чаган. Основни притоци: леви – Саргалик, Ашчъсу; десни – Карлъбулак, Ашчъсу, Мързабек. В горното течение вода има само по време на пълноводие (май и юни), а в долното през лятото на отделни участъци напълно пресъхва. Има предимно снежно подхранване. Среден годишен отток 1,02 m³/s. Замръзва през ноември, а се размразява в началото на април. По течението ѝ са разположени няколко малки населени места – селата Бестамак, Тоган, Саржал, Байгазъ и др.